# Cane da pastore peruviano
Il cane Chiribaya (in spagnolo: perro Chiribaya) o cane da pastore peruviano (perro pastor Peruano) è una razza di cane precolombiana estinta proveniente dal sud-ovest del Perù. 
È stato stabilito che si trattava di un cane da pastore dei lama. 
I cani non erano solo una parte importante della struttura sociale degli antichi peruviani, essi ricevevano anche un trattamento speciale dopo la morte. Sono stati trovati resti che hanno 1.000 anni.
La varietà di cani è stata citata in vari documentari in lingua spagnola con termini diversi, come el perro pastor Chribaya ("il cane da pastore Chiribaya") e pastor Peruano ("pastore peruviano"), sebbene gli antichi peruviani non allevano pecore. Il suo nome originale è sconosciuto (è stato indicato in modo più ambiguo con il termine perro Peruano o perro del Perú ('cane peruviano', 'cane del Perù'), ma questo è stato applicato anche a una varietà senza peli esistente ma antica, riferita più in dettaglio al Cane nudo peruviano che è una delle razze preferite nelle esposizioni canine sudamericane.